# Пътешественици
1. пренасочване пътешествие